# Sannat (Malta)
Sannat é um povoado da ilha de Gozo em Malta, com população de 2 117 em 2014.